# Antoine Vacher
Pour les articles homonymes, voir vacher (homonymie).
Antoine Louis Marie Vacher, né le 18 novembre 1873 à Montluçon (Allier) et mort le 16 septembre 1920 à Paris, est un géographe français. Ses travaux ont essentiellement traité d’hydrologie continentale. Il était marié et a eu un enfant.
Il a habité rue Kulhman à Lille et 21 rue Hallé dans le 14e arrondissement de Paris.

## Biographie
Issu d’un milieu social modeste, Antoine Vacher grandit dans l’Allier où son grand-père paternel est agriculteur et son grand-père maternel est artisan. Fils de tailleur, il connaît un parcours scolaire brillant soutenu par une promotion sociale par l’école de la République, bénéficiant d’une bourse d’honneur au lycée de Lyon (1880), il poursuit ses études en tant que boursier au lycée Henri-IV à Paris (1891). Il obtient son baccalauréat ès lettres le 30 juillet 1890.
Élève de Paul Vidal de La Blache à l'École normale supérieure de Paris où il est admis en 1895 et y étudiera durant quatre ans (du 1er novembre 1895 au 1er novembre 1899), il obtient une licence ès lettres le 25 juillet 1896, puis licencié ès sciences le 25 juillet 1903. Il est professeur suppléant à l'École municipale Lavoisier à Paris (de janvier 1899 au 31 juillet 1900). Antoine Vacher est reçu à l’agrégation d'histoire et géographie en 1900 à l’âge de 27 ans. Puis il obtient une bourse d'études pour étudier à la Sorbonne (du 1er octobre 1900 au 31 juillet 1901) avant d’être nommé maître-surveillant (on dirait aujourd’hui répétiteur) à l'École normale supérieure de Paris (du 29 juillet 1901 au 30 octobre 1905). Promu chargé de cours puis maître de conférences à la Faculté des Lettres de Rennes (du 30 octobre 1905 au 1er mars 1909), pour succéder à Emmanuel de Martonne parti pour Lyon avant de rejoindre la Sorbonne en 1909.
Les études secondaires et surtout supérieures réclament des ressources financières importantes que seules certaines familles peuvent fournir souvent au prix de lourds sacrifices. Or, les conditions financières familiales sont très difficiles dans la mesure où son père doit s’endetter pour sauver son atelier d’artisan, ce qui pousse Antoine Vacher à continuer à exercer divers « petits boulots » d’été pendant ses années d’études à l’École normale supérieure pour aider aux remboursements des emprunts familiaux.
Il devient docteur ès lettres le 9 décembre 1908. Sa thèse principale de doctorat s'intitulait : Le Berry : contribution à l’étude géographique d’une région française. Thèse qu'il présenta sous la direction de Paul Vidal de La Blache et publiée chez Armand Colin. Sa thèse complémentaire s'intitulait : Fleuves et rivières de France : études sur les documents réunis par l’administration des ponts et chaussées.
Il devient professeur-adjoint à Rennes le 1er mars 1909 et y restera jusqu’en novembre 1911. Après la nomination d’Albert Demangeon aux fonctions de maître de conférences à la Sorbonne (30 novembre 1911), le ministère de l’Instruction publique et des Beaux-arts appelle Antoine Vacher pour le remplacer à Lille. En attendant que la chaire de géographie de la Faculté des lettres de Lille soit libérée (décret du 24 avril 1919), il est nommé d’abord chargé de cours le 12 décembre 1911, puis professeur titulaire (4e classe) de la chaire de géographie le 1er mai 1919 et promu professeur 3e classe à compter du 1er janvier 1920.
Mobilisé lors de la Première Guerre mondiale, comme de nombreux géographes français, il intègre le Service géographique de l’Armée où il réalise un travail précieux de renseignement sur les théâtres d’opération. Un courrier du 26 juillet 1919 du chef de cabinet du Ministre de la Guerre propose au Ministre de l’Instruction publique de maintenir pendant la paix la collaboration entre l’université et le Service géographique de l’Armée en autorisant le Professeur Antoine Vacher à assurer cette mission. Ainsi, le Service géographique de l’Armée s’assure des compétences du géographe pour la tenue à jour des cartes tant françaises qu’étrangères susceptibles d’être utilisées, et « inversement la liaison envisagée permettrait aux Professeurs de l’Université de se tenir facilement et rapidement au courant des résultats des missions géodésiques ou topographiques effectuées aux colonies, missions qui peuvent parfois rapporter des renseignements intéressants sur la géographie physique ou économique des régions parcourues ». Cette collaboration avec le Service géographique de l’Armée a permis à l’Institut de Géographie de Lille d’enrichir ses collections de documents.
À la fin de la guerre, il réintègre son poste à Lille, mais très affaibli par une longue et cruelle maladie, il meurt en fonctions à Paris le 16 septembre 1920 (il obtient des congés trimestriels successifs pour raison de santé à partir du 16 novembre 1919). Sa chaire de géographie sera occupée deux ans plus tard par Maximilien Sorre (1880-1962), un autre vidalien, durant neuf ans avant d’être nommé recteur de l’Académie de Clermont-Ferrand, puis professeur à la Sorbonne en 1940. Ainsi, Antoine Vacher n’a connu dans sa carrière d’enseignement supérieur que deux universités : Rennes (1905-1911) et Lille (1911-1920).

## Responsabilités
- Directeur de l’Institut de géographie de la Faculté des lettres de Lille (1911-1920).
- Secrétaire adjoint du Bulletin de la Société de géographie de Lille à partir de 1913.

## Distinctions
- Officier d’Académie le 14 juillet 1901,
- Officier de l’Instruction publique en avril 1909.

## L’œuvre géographique
Après avoir soutenu en 1908 sa thèse de doctorat portant sur Le Berry à l’âge de 35 ans, Antoine Vacher consacre l’essentiel de ses travaux à la géographie physique et plus précisément à l’hydrologie continentale et à l’évolution des réseaux hydrographiques. Il livre aux Annales de géographie la plupart de ses recherches avec près d’une dizaine d’articles comme ceux abordant la capture de la Vienne et le coude d’Exideuil (1905), le Haut Cher (1905) et les rivières à méandres (1909). Son passage à la Faculté des Lettres de Rennes le conduit à s’intéresser à la Bretagne et à y mener des études sur la rade de Brest (1918). Ses observations de terrain sur le littoral armoricain l’avaient amené à reconsidérer les idées reçues sur l’origine de la Manche comme l’écrit Albert Demangeon : « il pensait que la Manche occidentale se rapprochait beaucoup moins du type d’une zone de vallées d’érosion normale soumises à l’ennoyage marin que du type d’un fossé tectonique avec failles en gradins. » (Demangeon, 1921, p. 71). Ses recherches de thèse à partir d’exploration sur le terrain et d’exploitation de sources de l’administration des Ponts et Chaussées l’avaient amené à développer une réflexion sur le travail érosif des eaux courantes dans l’explication des formes du relief et à s’intéresser à l’étude des régimes des cours d’eau comme ceux du Cher, de l’Indre et de la Creuse. C’était le début d’un vaste travail sur l’hydrologie du bassin versant de la Loire qui aurait constitué assurément une pièce maîtresse de son œuvre géographique. Cependant, la mort, qui l’a pris en pleine vigueur à l’âge de quarante-six ans après une longue et cruelle maladie, n’a pas permis qu’il achève son œuvre.
La disparition brutale d’Antoine Vacher en septembre 1920 déstabilise l’enseignement de la géographie à Lille pour plusieurs années d’autant plus fragilisé que l’université reste très éprouvée par quatre années d’occupation allemande durant la Première Guerre mondiale. De 1919 à 1922, les enseignants se succèdent sans durer pour assurer le délicat intérim jusqu’à la nomination salvatrice de Maximilien Sorre (1880-1962) comme Maître de conférences en novembre 1922.

## Travaux majeurs
- Antoine Vacher, Le Berry : contribution à l’étude géographique d’une région française, Paris, Armand Colin, 1908, 548 p.
- Antoine Vacher, « Montluçon », Annales de Géographie, vol. 13, no 68,‎ 1904, p. 121-137
- Antoine Vacher, « L’irrigation pérenne en Égypte et les projets de Sir William Willcocks », Annales de Géographie, vol. 14, no 73,‎ 1905, p. 80-83
- Antoine Vacher, « La vallée de la Vienne et le coude d’Exideuil », Annales de Géographie, vol. 14, no 74,‎ 1905, p. 111-117
- Antoine Vacher, « L’océanographie moderne », Annales de Géographie, vol. 14, no 76,‎ 1905, p. 289-295
- Antoine Vacher, « Le haut Cher, sa vallée et son régime », Annales de Géographie, vol. 14, no 78,‎ 1905, p. 399-423
- Antoine Vacher, « Rivières à méandres encaissés et terrains à méandres », Annales de Géographie, vol. 18, no 100,‎ 1909, p. 311-327
- Antoine Vacher, « La septième excursion géographique interuniversitaire (1911) », Annales de Géographie, vol. 21, no 115,‎ 1912, p. 80-83
- Antoine Vacher, « La région de Phoenix et le barrage Roosevelt », Annales de Géographie, vol. 22, no 122,‎ 1913, p. 197-208
- Antoine Vacher, « La rade de Brest et ses abords », Annales de Géographie, vol. 28, no 153,‎ 1919, p. 177-207

## Sources
- ADN, série 2 T 490 (Archives départementales du Nord : dossier personnel enseignant).
- Paul Claval, Histoire de la Géographie française de 1870 à nos jours, Paris, Nathan, coll. « réf. », 1998, 544 p.
- Jean-François Condette, La Faculté des Lettres de Lille de 1887 à 1974 : les métamorphoses d’une institution universitaire française, vol. 1-3, Lille, Presses universitaires du Septentrion, 1997, 1276 p.
- Jean-François Condette, Une faculté dans l’Histoire : la Faculté des Lettres de Lille de 1887 à 1945, Lille, Presses universitaires du Septentrion, 1999, 448 p.
- Jean-François Condette, « Les enseignants d’Histoire et de Géographie à la Faculté des Lettres de Lille sous la Troisième République (1887-1940) », Revue du Nord, no 83,‎ 2001, p. 65-100
- Albert Demangeon, « Antoine Vacher (1873-1920) », Annales de Géographie, vol. 30, no 163,‎ 1921, p. 70-71
- Marc Galochet 2007
- Nicolas Ginsburger, ""La guerre, la plus terrible des érosions". Cultures de guerre et géographes universitaires. France, Allemagne, États-Unis (1914-1921)", thèse de doctorat en histoire contemporaine, université de Paris-Ouest-Nanterre-La Défense, 2010, 1682 p.